# Poisk
Mały Moduł Badawczy nr 2 „Poisk” (ros. Малый Исследовательский Модуль 2 «Поиск» lub МИМ 2, ang. Mini-Research Module 2 lub MRM 2) – rosyjska śluza powietrzna zamontowana na Międzynarodowej Stacji Kosmicznej. Poisk konstrukcyjnie jest bardzo zbliżony do śluzy Pirs. Przyłączony został do górnego węzła modułu Zwiezda.
Miał być początkowo dołączony do jednego z poprzecznych węzłów Uniwersalnego Modułu Dokującego. Budowę śluzy rozpoczęto w 2002 r., jednak przerwano ją po zawieszeniu, a następnie anulowaniu budowy Uniwersalnego Modułu Dokującego. Dopiero w październiku 2007 r. podjęto decyzję o kontynuacji prac. W czerwcu 2008 r. ponownie ruszyła jej budowa, która zakończyła się na początku 2009 r.
Moduł został wystrzelony 10 listopada 2009 r. o 14:22 UTC za pomocą rakiety Sojuz-U.
Podobnie jak moduł Pirs, Poisk dotarł do stacji za pomocą zmodyfikowanego segmentu przyrządowo-napędowego statku Progress. Cumowanie do ISS nastąpiło 12 listopada 2009 o 15:41 UTC. 8 grudnia 2009 o 00:16 UTC segment przyrządowo-napędowy został odłączony od MRM-2, po czym spłonął w atmosferze ziemskiej.

## Parametry techniczne[4]
| Oznaczenie                                                  | 240GK No. 2L    |
| Masa startowa                                               | 3670 kg ± 50 kg |
| Maksymalna średnica kadłuba                                 | 2,55 m          |
| Wysokość kadłuba pomiędzy płaszczyznami zespołów dokujących | 4,049 m         |
| Objętość hermetyzowana                                      | 14,8 m³         |
| Objętość użyteczna                                          | 10,7 m³         |
| Liczba luków wejściowych                                    | 2               |
| Średnica luków wejściowych                                  | 1 m             |
| Masa umieszczonego ładunku                                  | do 1000 kg      |

## Galeria

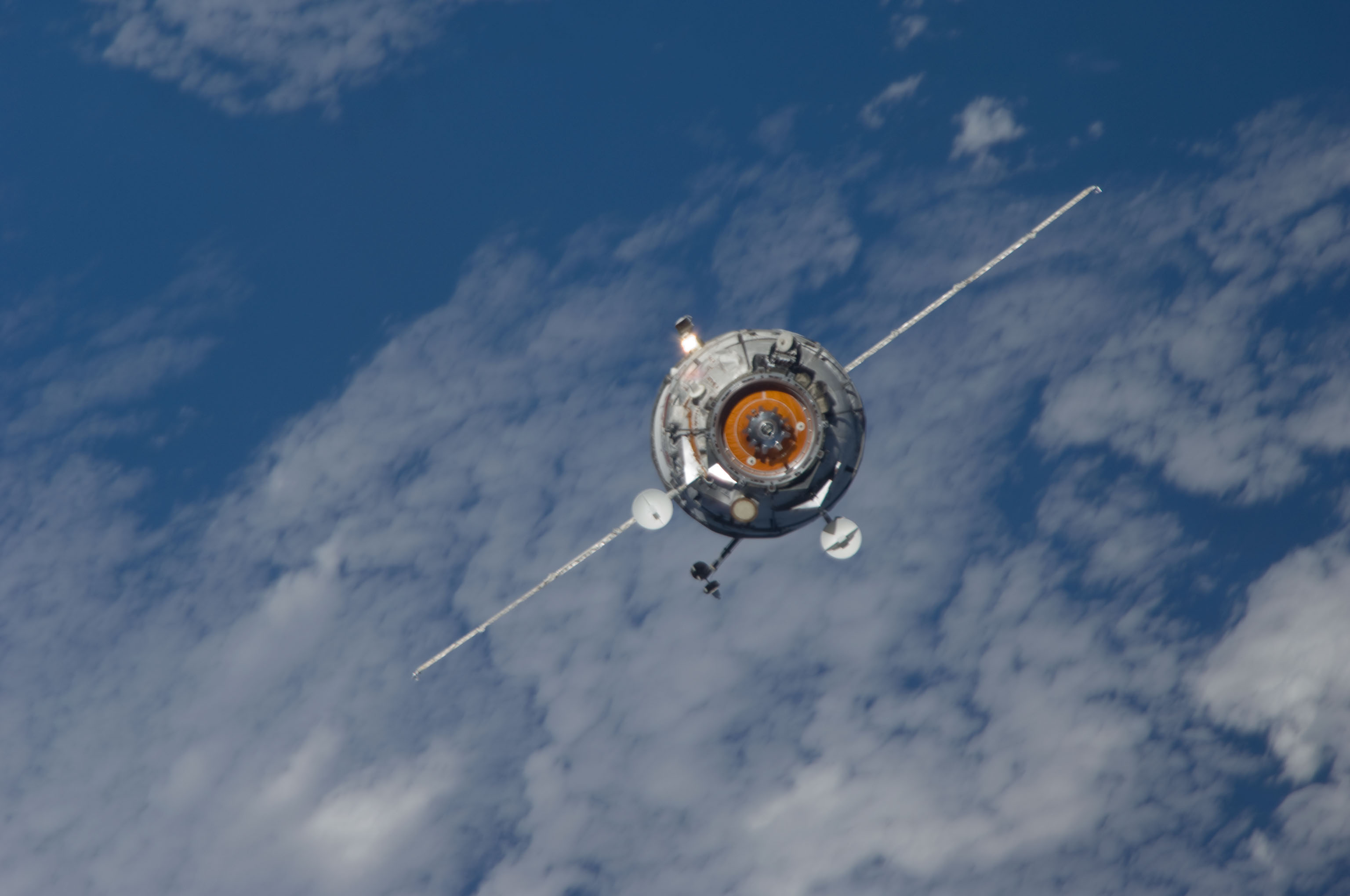
Poisk podchodzi do dokowania
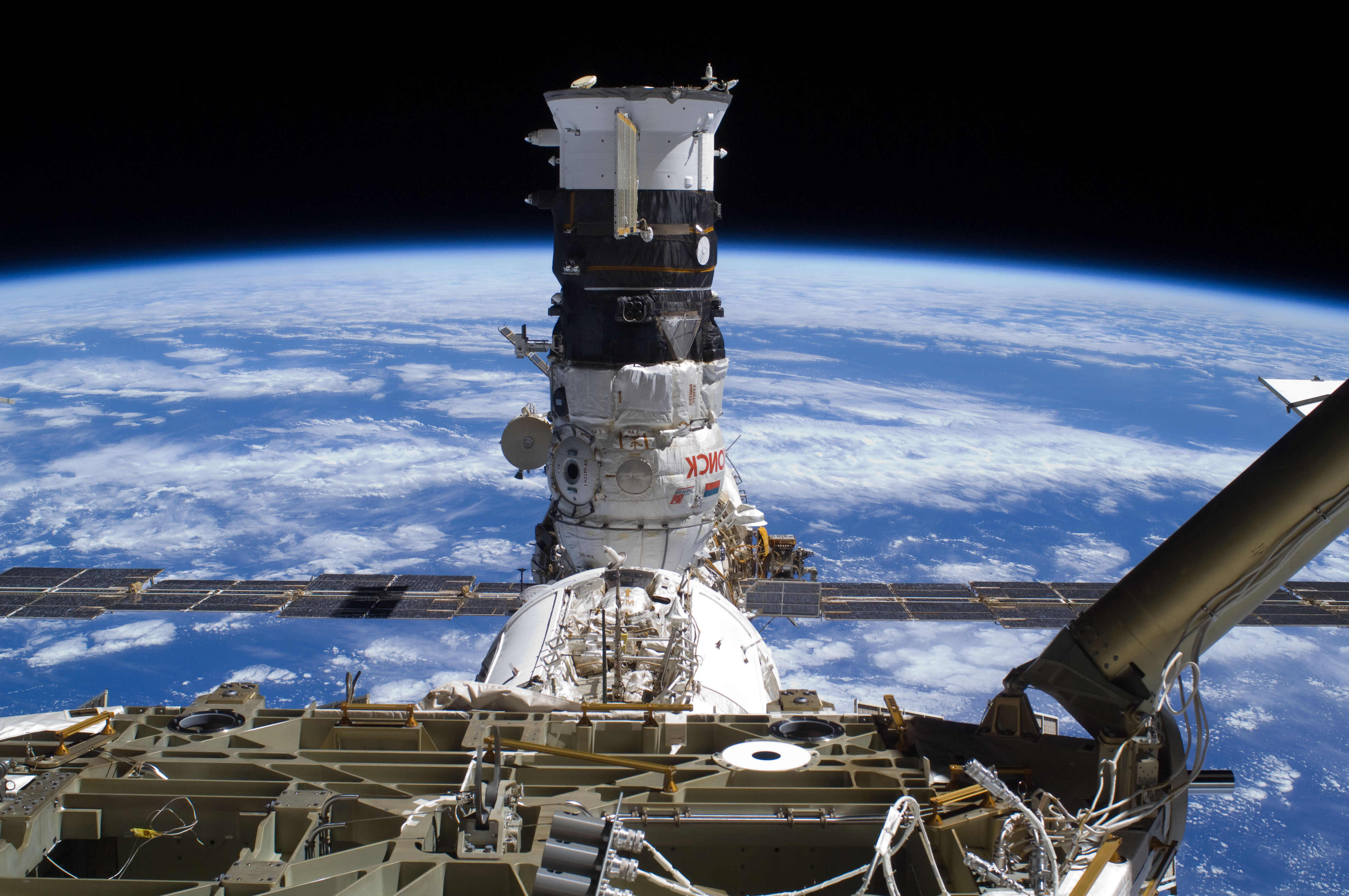
Moduł Poisk wkrótce po zadokowaniu
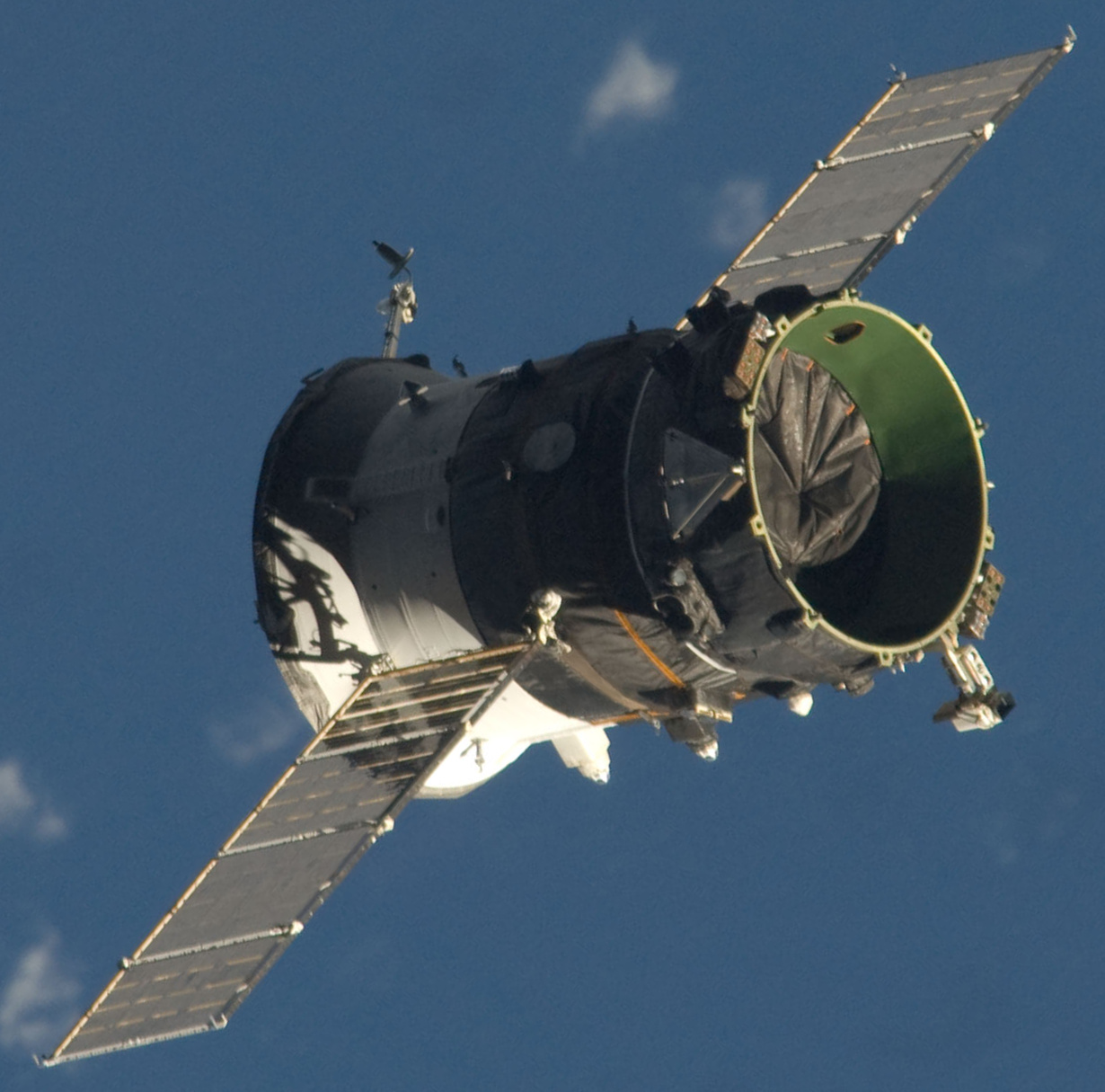
Moduł napędowy Progress wkrótce po odrzuceniu
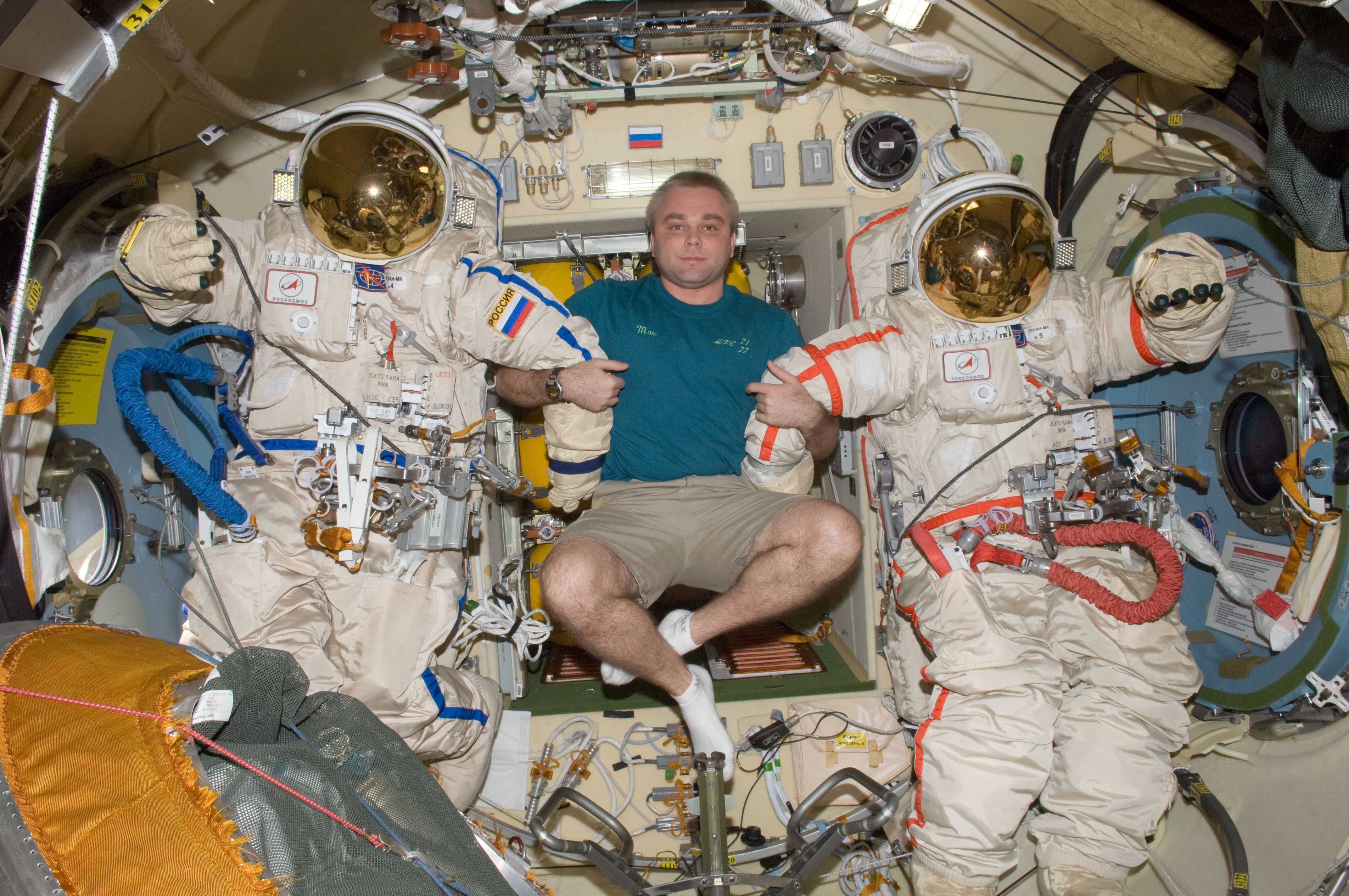
Maksim Surajew oraz dwa skafandry Orłan we wnętrzu modułu
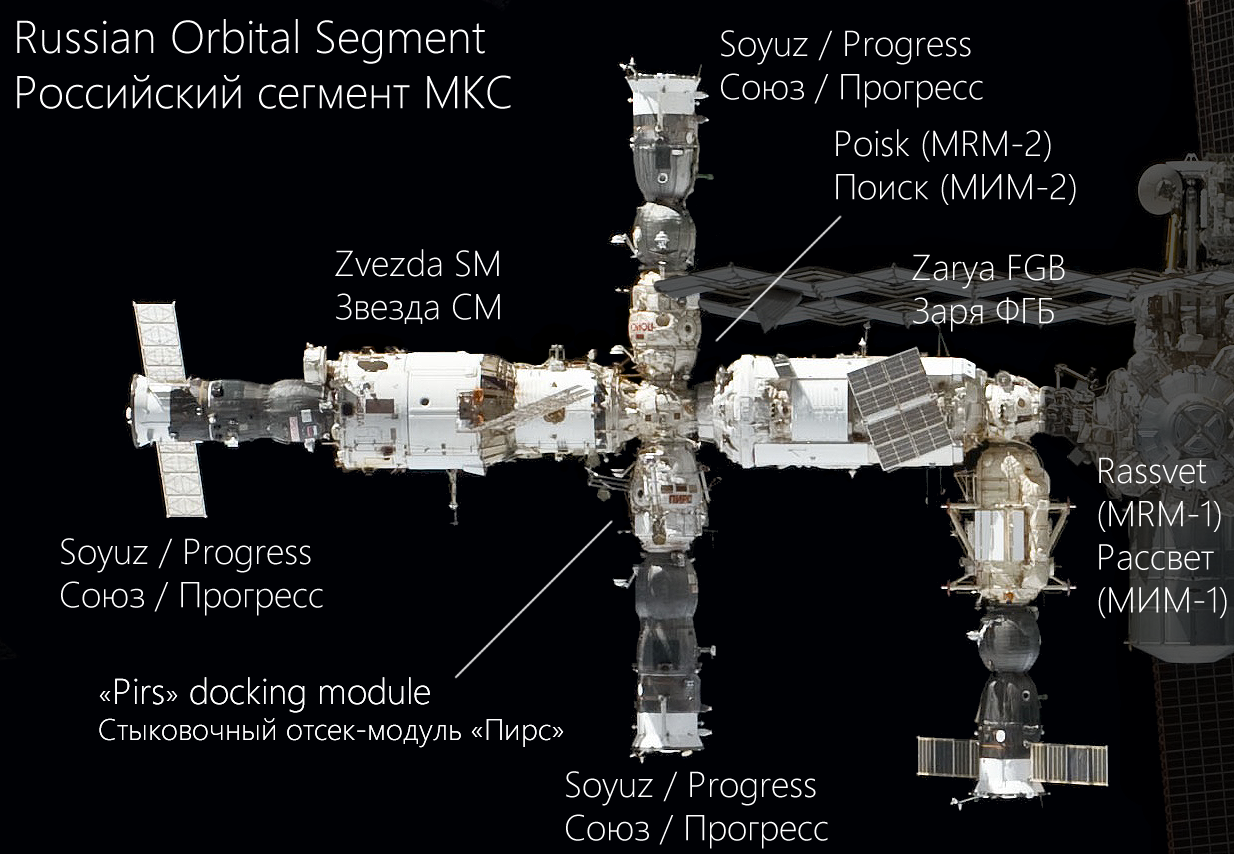
Położenie modułu Poisk w rosyjskiej części ISS